# 出口倫子
出口 倫子（いでぐち みちこ、1996年10月14日 - ）は、長崎県五島市出身の女子競輪選手。日本競輪選手会長崎支部所属、ホームバンクは佐世保競輪場。日本競輪学校（当時。以下、競輪学校）第116期生。師匠は野口誠一郎（61期）。

## 経歴
小学生のときにトライアスロンをはじめ、長崎県立五島高等学校入学後に自転車競技を始めた。
2018年1月12日、競輪学校第116回技能試験に合格。在校競走成績は16位（1勝）。
2019年7月1日、青森競輪場でデビューし4着。
デビュー後はレース中の落車による骨折と復帰の繰り返しで苦しい選手生活が続いたが、
2022年7月21日、松阪競輪場で開催されたミッドナイト競輪、最終日第1Rガールズ一般戦にて念願のデビュー初の一着となる。